# Rattus nativitatis
Rattus nativitatis — один з видів гризунів роду пацюків (Rattus).

## Поширення
Був ендеміком острова Різдва, Австралія. Вимер, мабуть, між 1900 і 1904 роками. Мало що відомо про середовище проживання і екологію виду. Його короткий хвіст і міцні руки й ноги демонструвати, що R. nativitatis був риючим видом. Цікаво, однак, що його череп був описаний як «особливо малий, стрункий і тонкий». У будь-якому випадку, вид часто бачили і навколо нори, і, на відміну від Rattus macleari, він не лазив по деревах. Andrews (1900) зробив підсумок про те, що він знав про тварин: «Вони, здається, живуть невеликими колоніями в норах, звичайно серед коренів дерева, а іноді в довгому, порожнистому стовбурі поваленого й напівзгнилого стовбура сагової пальми (Arenga listeri). Їжа складається з дикорослих плодів, молодих пагонів, і, я думаю, кори деяких дерев».

## Загрози та охорона
Як вважають, швидке вимирання виду було результатом епідемії хвороби, яку принесли на острів чорні пацюки, R. rattus.